# Nguyễn Phúc Miên Miêu
Nguyễn Phúc Miên Miêu (chữ Hán: 阮福綿𡩈; 3 tháng 1 năm 1832 – 25 tháng 5 năm 1865), tước phong Trấn Định Quận công (鎮定郡公), là một hoàng tử con vua Minh Mạng nhà Nguyễn trong lịch sử Việt Nam.

## Tiểu sử
Hoàng tử Miên Miêu trước có tên là Miên Cầu (綿𡨃), nhưng do phạm húy với bà Nguyễn Phúc Ngọc Cầu (sủng phi, đồng thời là em họ của chúa Nguyễn Phúc Khoát) nên mới đổi thành tên Miêu.
Hoàng tử sinh ngày 1 tháng 12 (âm lịch) năm Nhâm Thìn (năm dương lịch là 1832), là con trai thứ 56 của vua Minh Mạng, mẹ là Thất giai Quý nhân Nguyễn Thị Hạnh. Ông là người con thứ hai của bà Quý nhân.
Thuở nhở, hoàng tử Miên Miêu chịu khó học hành, biết giữ lễ phép. Ông sớm được sách phong làm Trấn Định Quận công (鎮定郡公) vào năm Minh Mạng thứ 21 (1840) khi mới 9 tuổi. Cùng năm đó, vua cho đúc các con thú bằng vàng để ban thưởng cho các hoàng thân anh em, các hoàng tử công và hoàng tử chưa được phong tước. Quận công Miên Miêu được ban cho một con hươu bằng vàng nặng 6 lạng 6 đồng cân.
Năm Thiệu Trị thứ 3 (1843), quận công Miên Miêu dâng sớ xin đem người thư lại vị nhập lưu (chưa lên hàng cửu phẩm) ở Quảng Thiện đường là Phạm Văn Khâm thăng bổ phủ thuộc Tòng cửu phẩm thư lại. Vua nói rằng: "Khâm là lại điển thừa ngạch, phàm việc cất nhắc đã có người giữ chức trách, không có thể cầu cạnh để tiến thân, thỉnh thác chỗ quyền thế như thế. Cái tệ ấy quyết không thể để sinh dần ra mãi". Khâm bị phạt 100 trượng, phát làm quân vệ Kỳ võ, Miên Miêu bị phạt 6 tháng lương.
Năm Tự Đức thứ 18, Ất Sửu (1865), ngày 1 tháng 5 (âm lịch), quận công Miên Miêu mất, thọ 35 tuổi (tuổi mụ), thụy là Đôn Ý (敦懿). Mộ của ông ban đầu được táng tại Dương Xuân Thượng, nhưng sau được cải táng về tại Truồi (thuộc huyện Phú Lộc, Thừa Thiên Huế), phủ thờ van đầu dựng ở Trường Súng Nội, sau cũng được dời về làng Truồi.

## Hậu duệ
Quận công Miên Miêu có ba con trai và hai con gái. Ông được ban cho bộ chữ Ngõa (瓦) để đặt tên cho các con cháu trong phòng.
Con trai trưởng của ông là công tử Hồng Chuyên, lúc đầu được tập phong làm Kỳ ngoại hầu (畿外侯), sau có tội bị xử chém. Nguyên trước kia, Chuyên ngầm xui bọn đồ đảng giả làm quan quân sấn vào nhà cố Thượng thư Trần Tiễn Thành để cướp của cải. Việc phát giác, Chuyên bị giao cho bộ Hình giam xét, bị kết án trảm quyết. Chuyên phải đổi theo họ mẹ là họ Phan, còn đám dư đảng kết tội theo thứ bậc. Chuyên sau nhờ ơn nên được hoãn quyết, do nha Vệ thành giam giữ.
Năm 1889, Hồng Chuyên mới được khai phục tước vị. Cháu nội của quận công Miên Miêu là Ưng Chân tập phong Tá quốc khanh (佐國卿).
Công tử Hồng Thành (1856 – 1884), con trai thứ của quận công Miên Miêu, là một võ tướng những năm cuối triều vua Tự Đức. Ông theo phe chủ chiến do Tôn Thất Thuyết khởi xướng, sau bị thực dân Pháp và phe chủ hòa trong triều đình âm mưu sát hại, được tặng làm Phấn nghĩa Tướng quân.